# Adrian Hadley
Adrian Michael Hadley (Cardiff, 1 de marzo de 1963) es un exjugador británico de rugby y rugby League que se desempeñaba como wing.

## Rugby League
Finalizada la temporada 1987-88 Hadley abandonó el rugby 15 al ser contratado por Salford Red Devils un equipo inglés de rugby 13 convirtiéndose en profesional, hasta la temporada 1995-96 el rugby 15 fue amateur. Hadley desarrolló una exitosa carrera y en 1996 regresó al rugby 15.

### Clubes
| Club               | País       | Año         |
| ------------------ | ---------- | ----------- |
| Salford Red Devils | Inglaterra | 1988 - 1992 |
| Widnes Vikings     | Inglaterra | 1992 - 1996 |

## Selección nacional
Debutó en los Dragones rojos en noviembre de 1983 y jugó con ellos hasta el Torneo de las Cinco Naciones 1988 que ganaron Gales y Francia. En total jugó 27 partidos y marcó nueve tries (36 puntos de ese entonces).

### Participaciones en Copas del Mundo
Disputó la Copa del Mundo de Nueva Zelanda 1987 donde los dragones rojos obtuvieron la tercera posición siendo la mejor participación de Gales en la copa mundial.
| Mundial                       | Sede          | Resultado     | PJ | Tries |
| ----------------------------- | ------------- | ------------- | -- | ----- |
| Copa Mundial de Rugby de 1987 | Nueva Zelanda | Tercer puesto | 6  | 3     |

## Palmarés
- Campeón de la Copa de Gales de Rugby de 1984, 1986 y 1987.